# 奎章閣
奎章閣（キュジャンガク）は、李氏朝鮮の王立図書館に相当する機関である。歴代王や王室の各種文書や記録、中国の文献、朝鮮の古文書などを収蔵管理し、修復なども行った。現代においては朝鮮の歴史的記録物の重要な所蔵庫として機能している。

## 概要
1776年、正祖の時代に昌徳宮の敷地内に設立された。中国や朝鮮の典籍が収蔵され、正祖と互いに支持し合う実学派の文官らが集められて教育され、彼らが文献研究や政策立案を行う場であった。1781年には別館である外奎章閣が江華島に設けられた。今日ではソウル大学校によって管理され、冠岳区新林洞に在している。
奎章閣の役割は1894年の甲午改革の後に様々な変更を受けた。1924年には京城帝国大学の管轄に移り、後にソウル大学校に引き継がれた。1990年には現在の場所に移転し、1992年にソウル大学校中央図書館より独立した。
奎章閣は26万点以上の品を所蔵する。これらの多くはデジタル化されており、オンラインで検索することができる。これらは韓国の国宝である朝鮮王朝実録の原書を含んでいる。奎章閣は朝鮮の歴史の研究を支援しており、『奎章閣』と題した紀要を後援している。